# El ladrón de cuerpos
El ladrón de cuerpos (en inglés "The Tale of the Body Thief") es la cuarta novela en las Crónicas Vampíricas de Anne Rice, siguiendo a La reina de los condenados.  Publicada en 1992, continua con las aventuras de Lestat, especialmente sus esfuerzos para ganar la humanidad perdida. 

## Trama
Transcurre en el siglo XX y narra las aventuras del vampiro Lestat, que cansado de su condición actual y recordando constantemente su condición humana y a Claudia, la niña vampiro, decide terminar con su vida en el Desierto de Gobi.
Cabe mencionar que durante el comienzo del libro se resalta de sobra la amistad que Lestat entabla con David Talbot superior general de la Talamasca y después de fallar en su intento de suicidio, es Talbot quien lo ayuda a recuperarse de los efectos colaterales del sol. Tras su recuperación en la casa de Talbot, Lestat conoce a Raglan James, el ladrón de cuerpos quien estuvo acechándolo alrededor del mundo con el objetivo de hacerle una oferta que no puede rechazar: un cambio de cuerpos, su poderoso cuerpo preternatural por el bello cuerpo de un joven de 25 años a cambio de 10 millones de dólares. Viendo que es posible cumplir su sueño de ser humano de nuevo, acepta. 
Sin embargo, Lestat, no tenía planeado que Raglan James pudiese engañarlo, y quedarse con su cuerpo de vampiro, pero así sucede. Después de la permutación de cuerpos Lestat vive las más crudas aflicciones que un humano pudiera tolerar y desde el principio echa de menos los beneficios y habilidades de un cuerpo inmortal. Debido al descuido de su nueva condición, cae gravemente enfermo durante un crudo invierno en Georgetown donde conoce a Gretchen, una monja misionera que ha escapado de su misión en la Guayana Francesa debido a una crisis de fe. Gretchen logra la recuperación del nuevo Lestat mortal, quien enamorado de ella, le cuenta toda su historia y promete volver para mostrarle su verdadera identidad de vampiro. Gretchen regresa a su misión en la Guayana Francesa y Lestat continua su lucha por recuperar su cuerpo. 
Luego de eso, Lestat buscará la ayuda de su amigo, Louis de Pointe du Lac, quien se negará a ayudarlo, porque cree que le han dado una nueva oportunidad para ser mortal. Otro amigo de Lestat, Marius, tampoco lo ayudará.
De esta forma, Lestat acude a su amigo mortal, David Talbot, y finalmente recupera su condición de inmortal. Aprovechando la ocasión para que Talbot cambie de cuerpo con Raglan quien después intenta engañar a Lestat para recibir el Don Oscuro pero al momento de la transformación Lestat percibe algo extraño en las memorias del falso Talbot e interrumpe de inmediato la transformación y a la vez, cegado por la ira, lo hiere de muerte dejando así atrapado a David Talbot en el joven cuerpo. 
Tras recuperar el cuerpo inmortal, Lestat regresa a visitar a su amante Gretchen quien por mero remordimiento de haber violado su voto de castidad con el Lestat mortal, lo desprecia y luego pierde la razón, tras esto, Gretchen es marcada con estigmas en las manos y los pies pasando a ser beatificada tiempo después. En este punto de las Crónicas Vampiricas Anne Rice comienza a incluir más y más una fuerte carga teológica a sus relatos que continúa en Mnemoch el Diablo.
El libro concluye con un David Talbot que satisfecho con la juventud renovada comienza un viaje de autodescubrimiento por Sudamérica, repentinamente Lestat aparece violentamente en la escena para convertir en vampiro a Talbot en contra de su voluntad. Poco después Talbot viaja a Nueva Orleans y encuentra a Louis. Ambos esperan a Lestat para emprender el viaje al Carnaval de Río de Janeiro. Aquí termina el relato que continúa en Mnemoch el Diablo.
Cabe hacer mención que Lestat queda desengañado de la vida mortal, la que tenía idealizada ya que al volver a ella no es lo que recuerda.
- Wikiquote alberga frases célebres de o sobre El ladrón de cuerpos.

- Datos: Q649015